# Muster-Leitungsanlagen-Richtlinie
Die Muster-Leitungsanlagen-Richtlinie (MLAR; ursprünglich auch (Muster) Richtlinie über brandschutztechnische Anforderungen an Leitungsanlagen, abgekürzt MRbAaLei oder RbALei) ist eine von der Bauministerkonferenz (Arbeitsgemeinschaft der für das Bauen zuständigen Minister und Senatoren von Bund und Ländern ARGEBAU) herausgegebene Muster-Richtlinie im baulichen Brandschutz. Ziel der Richtlinie ist die Errichtung von ausreichend brandgeschützten Leitungsanlagen.
Die Richtlinie erlangt erst durch die Umsetzung der Länder in das jeweilige Landesrecht rechtliche Verbindlichkeit.

## Abweichende Ländervorgaben
| Bundesland        | Verordnung | Abkürzung                      |
| ----------------- | --- | ------------------------------ |
| Baden-Württemberg | Richtlinie über die brandschutztechnischen Anforderungen an Leitungsanlagen (PDF; 0,1 MB)                                              | Leitungsanlagen-Richtlinie LAR |
| Bayern            | Richtlinie über brandschutztechnische Anforderungen an Leitungsanlagen (PDF; 605 kB)                                                   | Leitungsanlagen-Richtlinie LAR |
| Brandenburg       | Richtlinie des Ministeriums für Infrastruktur und Raumordnung über brandschutztechnische Anforderungen an Leitungsanlagen (PDF; 85 kB) | Leitungsanlagen-Richtlinie LAR |
| Hamburg           | Richtlinie über brandschutztechnische Anforderungen an Leitungsanlagen (PDF; 139 kB)                                                   | Leitungsanlagen-Richtlinie LAR |
| Rheinland-Pfalz   | Richtlinie über die brandschutztechnischen Anforderungen an Leitungsanlagen (PDF; 68 kB)                                               | Leitungsanlagenrichtlinie LAR  |

## Geltungsbereich und Schutzziele
Die Richtlinie gilt für
- Leitungsanlagen in notwendigen Treppenräumen,
- in Räumen zwischen notwendigen Treppenräumen und Ausgängen ins Freie,
- in notwendigen Fluren ausgenommen in offenen Gängen vor Außenwänden,
- die Führung von Leitungen durch raumabschließende Bauteile (Wände und Decken),
- den Funktionserhalt von elektrischen Leitungsanlagen im Brandfall.

Für bauordnungsrechtlich vorgeschriebene Vorräume und Sicherheitsschleusen gilt die MLAR entsprechend.
Die Schutzziele der MLAR sind:
- die Sicherung von Rettungswegen durch Einschränkungen zum Einbau von brennbaren Leitungen,
- die Verhinderung der Feuer- und Rauchausbreitung an Leitungsdurchführungen in feuerwiderstandsfähigen Wänden und Decken und
- der Funktionserhalt von elektrischen Leitungen in bestimmten bauordnungsrechtlich geforderten sicherheitstechnischen Anlagen im Brandfall.

Die Regelungen der MLAR umfassen nicht nur die Leitungen selbst, sondern auch andere Bauteile wie Befestigungen, Verteiler oder Kabelführungen.

## Definitionen

### Leitungsanlagen
Die Richtlinie definiert Leitungsanlagen als Anlagen aus Leitungen, insbesondere aus elektrischen Leitungen oder Rohrleitungen, sowie aus den zugehörigen Armaturen, Hausanschlusseinrichtungen, Messeinrichtungen, Steuer-, Regel- und Sicherheitseinrichtungen, Netzgeräten, Verteilern und Dämmstoffen für die Leitungen.
Zu den Leitungen gehören deren Befestigungen und Beschichtungen.
Lichtwellenleiter-Kabel und elektrische Kabel gelten als elektrische Leitungen.

### Funktionserhalt
Der Funktionserhalt von Leitungen oder Leitungsanlagen ist deren Eigenschaft zur Sicherstellung, dass die sicherheitstechnischen Anlagen im Brandfall ausreichend lang funktionsfähig bleiben.

## Entwicklung der Richtlinie
Erstmals wurde 1988 mit den Muster Richtlinien über brandschutztechnische Anforderungen an Leitungsanlagen (MRbAaLei) eine eigene Richtlinie zur Errichtung von Leitungsanlagen veröffentlicht.
Die Aktuelle Fassung ist die Fassung 10. Februar 2015, zuletzt geändert durch Beschluss der Fachkommission Bauaufsicht vom 3. September 2020; Amtliche Mitteilungen 2021/3 (Ausgabe: 30. April 2020); DIBt (Hrsg.) Die Änderung gegenüber der Fassung 10. Februar 2015, Redaktionsstand 5. April 2016 sind im Wesentlichen redaktionelle Änderungen unter 5 Funktionserhalt.